# Янгирабат
Янгирабат (вариант Янгирабад) (узб. Yangirabot / Янгиработ) — город (с 1996 года), административный центр Хатырчинского района Навоийской области Узбекистана. Расположен в 14 км от железнодорожной станции Зирабулок, в 70 км от областного центра — города Навои

## История
Янгирабат — с 1972 года городской посёлок, в 1996 году статус города районного подчинения.

## Инфраструктура
Основная специализация — производство сельскохозяйственной продукции, среди крупных промышленных предприятий — хлопкоперерабатывающий завод.
Районный центр обладает развитой культурной и социальной инфраструктурой, здесь расположены — центральная районная поликлиника, центральная районная библиотека, дом культуры, музей, парк культуры и отдыха, центральный стадион, спортивные площадки и спортзалы, а также ряд других спортивных объектов. В городе расположены общеобразовательные школы, лицей, детские музыкальная и художественная школа, профессиональные колледжи. Обслуживают население районная центральная больница, родильный дом, поликлиника, аптеки и другие медицинские учреждения.
В Янгирабате также находится один из крупнейших рынков Навоийской области.

## Достопримечательности
В Янгирабате расположена действующая мечеть Шейх-Гадой Селкин XIV века. На территории мечети, отреставрированной в 2006 году, был погребён шейх Абдурахмон Гадой, ученик и последователь Бахауддина Накшбанда.
В районном центре в середине 70-х годов прошлого века был образован один из лучших на сегодняшний день музеев Навоийской области. Экспозиция историко-краеведческого музея состоит из 908 экспонатов XIV—XIX веков, большая часть из которых была передана музею местными жителями. Один из залов музея посвящён увековечиванию памяти жителей города — участников Великой Отечественной войны. Ознакомление с экспозицией музея входит в образовательную программу Хатырчинского района.

## Население
| 1979 | 1989   | 2004   |
| ---- | ------ | ------ |
| 9568 | 11 364 | 15 500 |